# ويز للطيران

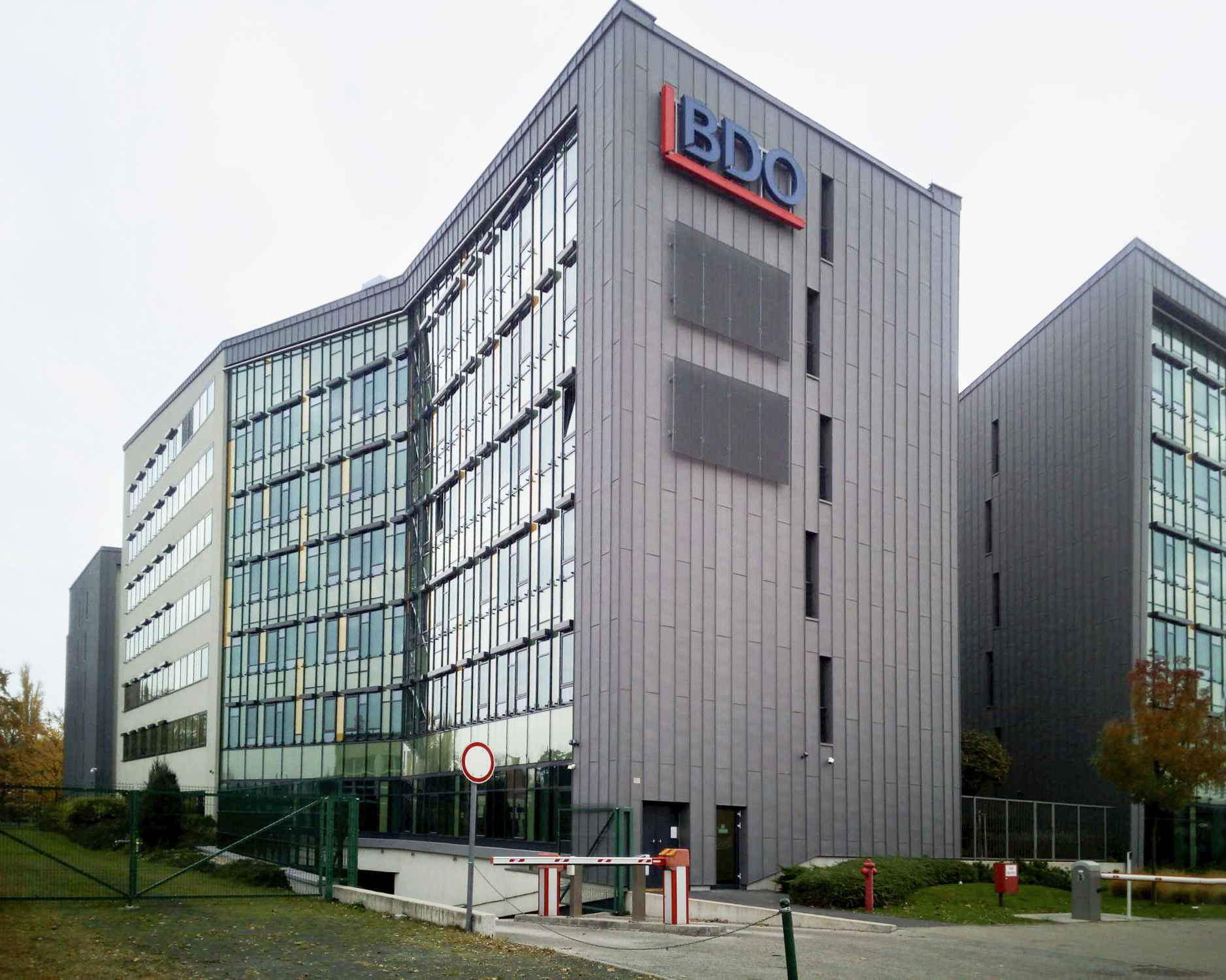
Laurus Offices Building B, the head office of Wizz Air

يقع المقر الرئيسي للخطوط الجوية الهنغارية المحدودة، ويز للطيران (Wizz Air)، في مطار بودابست فرانز ليست الدولي. تستخدم الشركة مطارات ثانوية وتقدم خدماتها في أنحاء أوروبا، مصر، إسرائيل، تركيا والإمارات العربية المتحدة. وبالرغم من أن ويز للطيران ليست الناقل الوطني في هنغاريا إلا أنها تمتلك أكبر أسطول جوي من بين الخطوط الجوية الهنغارية وتقدم خدماتها حالياً إلى 35 دولة.

## لمحة تاريخية
تأسست ويز للطيران في أيلول/ سبتمبر. وتعد شركة انديغو بارتنرز المستثمر الرئيسي فيها، وهي شركة أسهم أمريكية خاصة متخصصة في استثمارات النقل.أقلعت أول رحلة من مدينة كاتوفيتسه في 19 أيار/ مايو 2004، وذلك بعد 19 يوماً من دخول بولندا وهنغاريا في الاتحاد الأوروبي وسوق الطيران الأوروبية الموحدة. من جانب آخر قامت ويز للطيران بنقل 250,000 مسافر في أول ثلاثة أشهر ونصف لها، وما يقارب 1.4 مليون مسافر في العام الأول من بدء رحلاتها. وفي عام 2007، قامت «ويز للطيران» بنقل 2.9 مليون مسافر على متن رحلاتها نحو بولندا.
يشغل جوزيف فيرادي منصب الرئيس التنفيذي ورئيس مجلس الإدارة في ويز للطيران، وقد شغل هذا سابقاً منصب الرئيس التنفيذي السابق للخطوط الجوية الهنغارية «ماليف». وويز للطيران هي شركة مسجلة في مقاطعة بشت (هنجاريا) مع فروع لها في بولندا، هنغاريا وبلغاريا. تأسست ويز للطيران البلغارية في سبتمبر 2005. وفي عام 2007 حاز فيرادي على جائزة الخلّاق الشجاع «بريف إنوفيتر» من إرنست آند يونغ.
في ديسمبر 2019 تم تأسيس الشركة الفرعية ويز للطيران أبو ظبي. تمت الرحلة الأولى في يناير 2021.

## الوجهات

البلدان التي تعمل فيها Wizz Air

بدأت ويز للطيران بتسيير رحلات من 20 قاعدة اعتباراً من آذار/ مارس 2015، ويعد مطار «الملك عبدالعزيز الدولي في جدة» أحدث ما أضيف لقائمة قواعدها.
وفي عام 2008 بدأت "ويز للطيران بتقديم خدمات جديدة بين مطاري "كاتوفيتسه" و "غاتويك لندن".وفي كانون الثاني/ يناير 2008، أقلعت رحلات من غدانسك إلى غوتنبرغ، بورنموث وكوفنتري. وفي صيف 2008، أعادت ويز للطيران تسيير رحلات صيفية فقط من "كاتوفيتسه" و"بودابست" إلى "جيرونا"، فضلاً عن رحلات أسبوعية جديدة إلى "جيرونا" من "غدانسك". ومن الرحلات الصيفية الأخرى التي تنطلق من بودابست هي هيراكليون، كورفو، بورغاس وفارنا، إضافة إلى رحلات من "كاتوفيتسه" إلى جزيرة كريت، هيراكليون وبورغاس، ومن "ارسو" إلى "كورفو" و"بورغاس". كما أعادت أيضاً تسيير رحلات لثلاث مرات اسبوعياً من مطار لندن لوتون إلى بورجاس. وكانت شركة ويز للطيران أعلنت، في 2 تشرين الأول/ أكتوبر 2008، عن ازدياد عدد رحلاتها الدورية من رومانيا بعد طلبية لشراء ثلاث طائرات من طراز ايرباص ايه 320. وبدأت في 15 شباط/ فبراير 2009 رحلات من تيميشوارا، وفي 1 آذار/ مارس عام 2009 من بوخارست، و1 أيار/ مايو 2009 من كلوج نابوكا.

## الأسطول
من المتوقع أن يتألف أسطول ويز للطيران اعتباراً أيار/ مايو 2015 من الطائرات التالية مع متوسط عمر للأسطول يبلغ 3.1 سنوات:
أسطول ويز للطيران
| الطائرات              | عدد الطائرات ضمن الأسطول | الطلبات | المسافرين | ملاحظات              |
| --------------------- | ------------------------ | ------- | --------- | -------------------- |
| إيرباص 320-200A       | 57                       | 27      | 180       |                      |
| إيرباص ايه 321- A 200 | —                        | 27      | 230       | التسليم بدءاً من 2015 |
| الإجمالي              | 57                       | .54     |           |                      |

## الشركات التابعة
بدأت ويز للطيران اعتباراً من نيسان/ أبريل 2015 بإنشاء فروع لها في ثلاثة بلدان، وهي لا تزال موجودة:
تعد شركة ويز للطيران أوكرانيا الفرع الأوكراني لشركة ويز للطيران، والتي تمتلك شهادة الناقل الجوي خاصتها، إذ تسيّر رحلاتها من مطار كييف زولياني الدولي ومطار لفيف الدولي. ونتيجة للوضع في أوكرانيا في عام 2014، تم إغلاق شركة ويز للطيران أوكرانيا في 20 نيسان/ أبريل 2015. وكانت ويز للطيران وحدها تولّت تسيير بعض الرحلات من وإلى كييف، في الوقت الذي توقفت فيه الخطوط الجوية الأخرى عن تسيير رحلات إلى تلك المنطقة.
كانت ويز للطيران بلغاريا الفرع البلغاري لشركة ويز للطيران ويقع مقرها في مطار صوفيا. والذي أوقف عملياته منذ ذلك الحين. لكن ويز للطيران أبقت على قاعدة لإدارة عملياتها هناك.
وكان من المقرر أن تصبح ويز للطيران رومانيا فرعاً لويز للطيران على أن تتخذ من مطار ترايان تيميشوارا فويا الدولي مقراً لها، ولكن لم تتمكن هذه الشركة الفرعية من بدء عملياتها وعوضاً عن ذلك قامت ويز للطيران بافتتاح مقر لها هناك.
في 2020، أعلنت Wizz Air أنها ستنشئ شركة تابعة جديدة، مقرها في مطار أبو ظبي الدولي، تقدم رحلات منخفضة التكلفة من المطار للاستفادة من الأسواق النامية في جميع أنحاء الشرق الأوسط وإفريقيا وشبه القارة الهندية. 
في يوليو 2020، أعلنت Wizz Air Abu Dhabi عن شبكة خطوطها الأولية، حيث أطلقت ويز للطيران أبو ظبي 6 وجهات من قاعدتها في أبوظبي.